# Lapacho

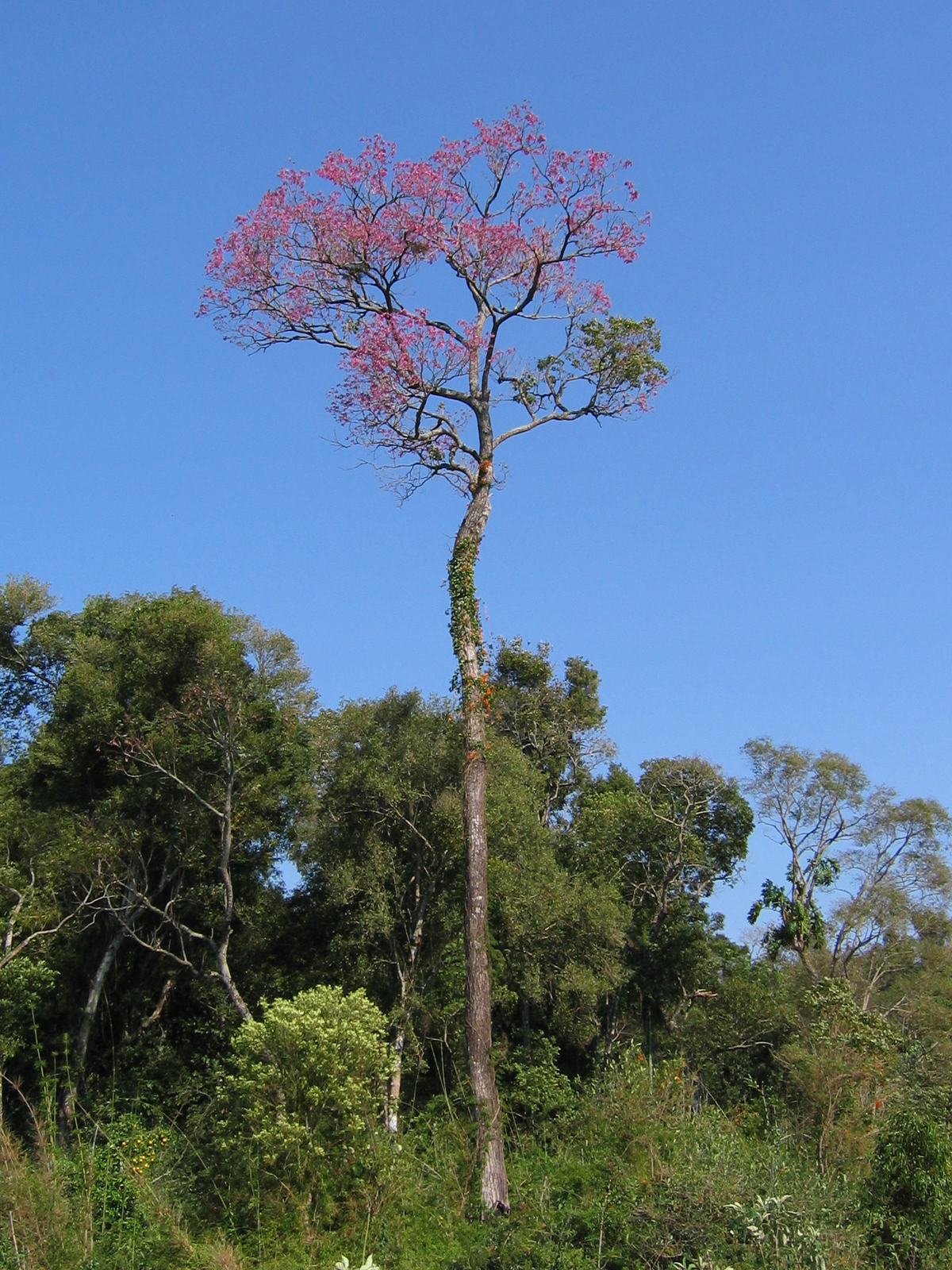
Strom Lapacho

Lapacho (ze španělštiny, čteme [lapačo]) je bylinný čaj pocházející z Jižní Ameriky, nazývaný též nápoj Inků. Je připravován z vnitřní kůry stromu lapacho (latinsky Tabebuia serratifolia), který roste na území Brazílie, Bolívie, Peru, Paraguayi a sev. Argentiny. V této oblasti roste několik příbuzných druhů, ale červená kůra se získává z odrůd Lapacho Colorado a Lapacho Morado. V oblasti And dosahují tyto stromy stáří až 700 let. V evropských podmínkách se Lapacho pěstuje pouze jako pokojová rostlina.

## Příprava
Do litru vařící vody vhodíme 4 plné lžičky lapacha, necháme 5 minut vařit, poté odstavíme a necháme ještě 15–20 minut louhovat. Můžeme pít jak teplé tak vychlazené. K přípravě čaje nikdy nepoužíváme hliníkové nádobí.
Denní doporučená spotřeba se pohybuje mezi 2-3 šálků 0,2 dl až po dva litry.
K nežádoucím účinkům může vzácně patřit alergické dráždění dýchacích cest nebo dermatitida (kožní zánět). Nejsou žádné vážnější kontraindikace. Relativní kontraindikací mohou být těžší horečnaté stavy a infekční choroby.

## Účinky a užívání
Přisuzuje se mu mnoho příznivých účinků, pro které je užíván, jako například detoxikace organismu, snižování srážlivosti krve, schopnost potlačit rakovinné bujení. Působení proti rakovině člověka však nebylo dokázáno, některé aktivní látky dokonce můžou způsobovat zdravotní komplikace (působí jako abortivum, je reprodukčně toxické). Proto je vhodné se před dlouhodobým užíváním poradit s lékařem.
Vzhledem k tomu, že se jedná o přírodní antibiotikum, lapacho je doporučováno i v případech nachlazení, rýmy, ale také při závažnějších onemocnění jako např. zánětu průdušek (bronchitida), dutin či nemoci dýchacích cest. Navíc se objevují informace, že by se lapacho nemělo používat v příliš vysokých dávkách, a to zejména při horečkách a infekčních chorobách. Vzácně se mohou projevit i alergické reakce, jinak nejsou známy vedlejší účinky.